# Delouze-Rosières
Delouze-Rosières település Franciaországban, Meuse megyében. Lakosainak száma 118 fő (2022. január 1.). Delouze-Rosières Abainville, Badonvilliers-Gérauvilliers, Houdelaincourt, Mauvages és Demange-Baudignécourt községekkel határos.

## Népesség
A település népességének változása:
| Lakosok száma | 128  | 121  | 120  | 113  | 113  | 112  | 114  | 116  | 118  |
|               | 2013 | 2015 | 2016 | 2017 | 2018 | 2019 | 2020 | 2021 | 2022 |